# Farbe (Kartenspiel)

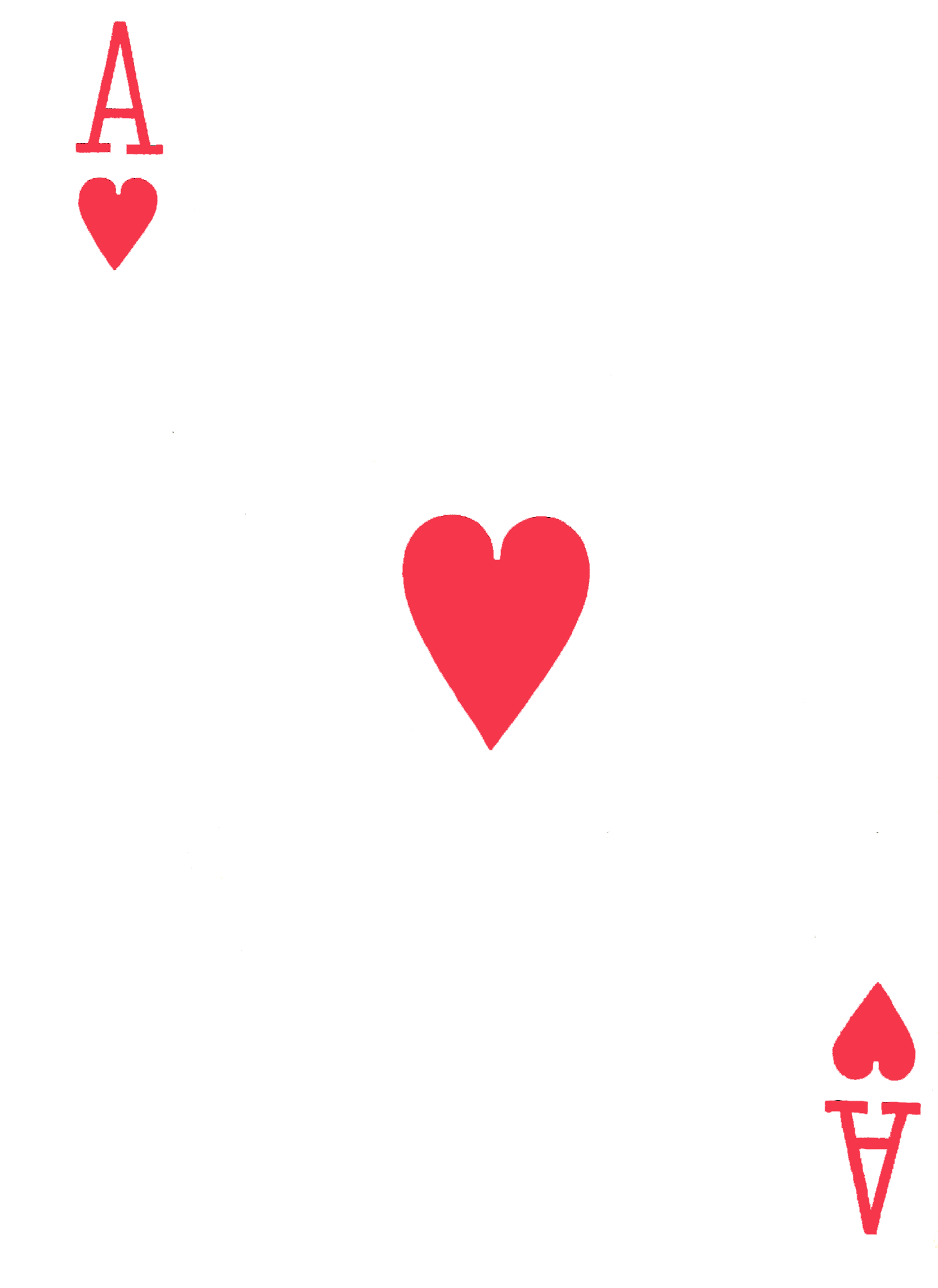
Spielkarte Herzass mit drei Herz-Symbolen, welche die Farbe Herz der Spielkarte zeigen.

Die Farbe bezeichnet eine der beiden Eigenschaften einer Spielkarte, die zweite Eigenschaft ist in der Regel der Wert. Die meisten Kartenblätter verwenden vier Farben, die mit einem oder mehreren Symbolen auf der Karte dargestellt werden. Einige Kartenblätter verwenden zusätzliche Karten, die keiner Farbe angehören, wie zum Beispiel den Joker.
Der Begriff Farbe hat keinen Zusammenhang mit der Farbgebung der Symbole auf den Spielkarten, außer bei vierfarbigen Spielkarten. In den meisten Spielregeln für Kartenspiele wird verlangt, dass die Spieler Farbe bekennen. Mit Fehlfarben werden diejenigen Farben bezeichnet, die in einem Spieldurchgang nicht Trumpf sind.

## Farben in den verschiedenen Kartenblättern

### Französisches Blatt
Das Französische Blatt verwendet die folgenden Farben:
| Symbole der Farbe | ♣     | ♠        | ♥    | ♦    |
| Deutschland       | Kreuz | Pik      | Herz | Karo |
| Schweiz           | Kreuz | Schaufel | Herz | Ecke |
| Österreich        | Treff | Pik      | Herz | Karo |

In Süddeutschland auch oft Eckstein statt Karo. Regional auch Schippe statt Pik.
Bei den meisten Kartenspielen sind alle vier Farben gleichwertig.
Der Wert der Farben bei Bridge (absteigend): Pik (♠) – Herz (♥) – Karo (♦) – Kreuz (♣).
Der Wert der Farben bei Skat (absteigend): Kreuz (♣) – Pik (♠) – Herz (♥) – Karo (♦).

### Deutsches Blatt
Das Deutsche Blatt verwendet die folgenden Farben:
| Symbole der Farbe |               | /                                 |          |          |
| Deutsch           | Eichel Eckern | Grün Gras Pik Laub Blatt Schippen | Herz Rot | Schellen |

Die Schweiz kennt eine eigene Variante des Deutschen Blattes mit leicht geänderten Farben und Symbolen:
| Symbole der Farbe |        |          |       |          |
| Deutschschweiz    | Eichel | Schilten | Rosen | Schellen |

### Lateinisches Blatt
Das Lateinische oder Italienisch-Spanische Blatt verwendet die folgenden Farben (hier die spanischen):
| Symbole der Farbe |         |         |       |        |
| Deutsch           | Stab    | Schwert | Kelch | Münze  |
| Italienisch       | Bastone | Spada   | Coppa | Denaro |
| Spanisch          | Basto   | Espada  | Copa  | Oro    |

### Tarock
Beim Tarock gibt es neben den zweiundzwanzig Tarocks (tarocchi, tarots), die quasi eine fünfte Farbe sind, ebenfalls vier Farben, die in Italien traditionell durch Stab, Schwert, Kelch und Münze dargestellt werden, aber in Mitteleuropa durch die gewöhnlichen französischen Farben (Kreuz, Pik, Herz und Karo). Beim Tarot, also in der Esoterik, werden die Farben bevorzugt Serie oder Reihe genannt.